# Isabel de Anjou
Isabel de Anjou, también conocida como Matilde de Anjou y Alicia (1101-1154), contrajo matrimonio en junio de 1119 con Guillermo Adelin, hijo primogénito de Enrique I de Inglaterra. Era la hija del conde Fulco V de Anjou y su primera mujer, Ermengarda de Maine.
El 25 de noviembre de 1120 Guillermo e Isabel se embarcaron en un viaje desde Anjou a Inglaterra. Una parte considerable de nobles y cortesanos partieron en dos o más barcos, uno de los cuales fue llamado el Barco Blanco (White Ship). Al cruzar el canal de la Mancha el Barco Blanco naufragó y murieron todos los que iban en él. Guillermo iba en ese barco pero Matilda no. Después de enviudar no se volvió a casar. Se hizo monja en la Abadía de Fontevrault, donde llegó a ser abadesa y donde se encuentra su tumba.